# Stéphanie Possamaï

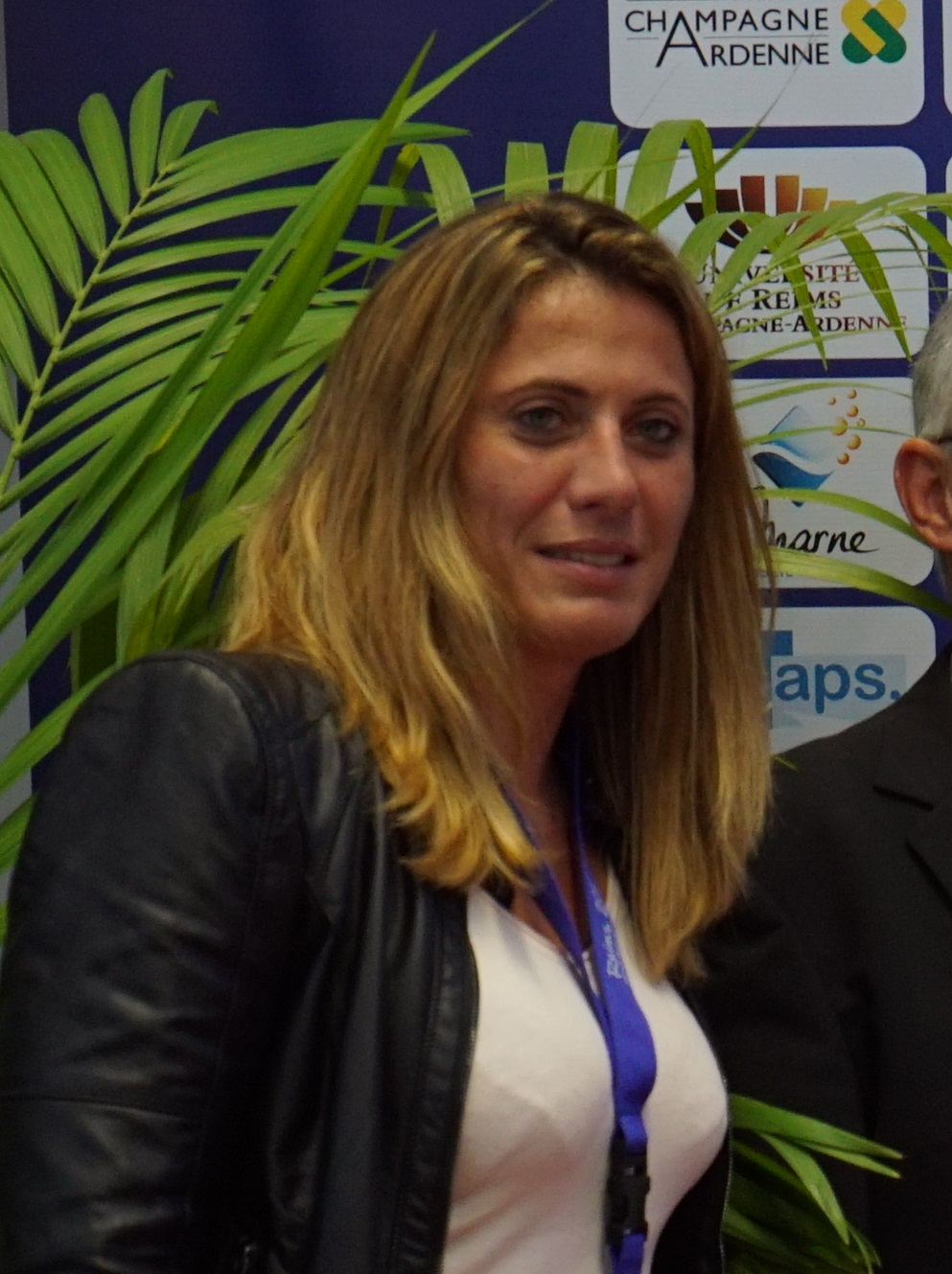
Stéphanie Possamaï

Stéphanie Possamaï, geboren op 30 juli 1980  in Bordeaux, is een Frans judoka en Olympiër.  Ze stopte op 10 februari 2013 ter gelegenheid van het Toernooi van Parijs 2013.
Ze had een lange tijd enkel een plaats in de nationale ploeg als reserve voor Céline Lebrun. Een zware knieblessure van Lebrun begin 2007 laat Possamaï toe om deel te nemen aan grote wedstrijden. Zo won ze het Europees kampioenschap in 2007, waar ze in de finale won van de Russische Vera Moskalyuk. Daardoor werd Possamaï gekozen om deel te nemen aan het WK in Rio de Janeiro . De Française behaalde daar de bronzen medaille, waardoor haar land een niet-nominatief quotum kon behalen om een judoka op te stellen in haar categorie voor de Olympische Spelen van 2008 in Peking, waar ze ook de bronzen medaille behaalde  .

## Palmares

### Olympische Zomerspelen
- Olympische Spelen van 2008 in Peking ( China )   : 
  - Bronzen medaille in de categorie tot 78 kg (licht zwaargewicht).

### Wereldkampioenschappen
- Wereldkampioenschap 2007 in Rio de Janeiro ( Brazilië )   : 
  - Bronzen medaille in de categorie tot 78 kg  (licht zwaargewicht).

### Europese kampioenschappen
- Europees kampioenschap 2007 in Belgrado ( Servië )   : 
  - Gouden medaille in de categorie tot 78 kg (licht zwaargewicht).

## Voetnoten
1. ↑  La 15e pour Possamaï. eurosport.fr (14 augustus 2008). .